# Dolcemente/Come stai? bene!... e tu?
Dolcemente/Come stai? bene!... e tu? è un 45 giri della cantante italiana Iva Zanicchi, pubblicato nel 1967.

Il brano Dolcemente è una cover di Love Me Tender di Elvis Presley.

## Tracce
Lato A
- Dolcemente (Love Me Tender) - 2:26 - (E. Presley-U. Matson-Mario Panzeri)

Lato B
- Come stai? bene!... e tu? - 2:23 - (Marcello Marocchi-Carlo Lanati-Mimma Gaspari)